# 잭 그릴리시
잭 피터 그릴리시(영어: Jack Peter Grealish, 영어 발음: /dʒæk ˈɡriːlɪʃ/; 1995년 9월 10일 ~ )는 잉글랜드의 축구 선수로 포지션은 윙어, 공격형 미드필더이다. 현재 에버턴과 잉글랜드 축구 국가대표팀에서 뛰고 있다. 세계 최고의 윙어 중 한 명으로 여겨지며, 그릴리시는 드리블과 플레이메이킹 능력뿐만 아니라 적극적인 수비 가담 능력으로도 유명하다. 그릴리시는 종종 잉글랜드에서 가장 인기 있고 상품성 있는 스포츠 스타 중 한 명으로 여겨진다.
그릴리시는 6세의 나이에 애스턴 빌라에 입단했고, 노츠 카운티 임대 생활을 거치며 2014년 5월, 1군 데뷔전을 치렀다. 2019년 그는 애스턴 빌라의 새 주장으로 임명되었다. 2021년 1억 파운드 (약 1,593억 원)에 달하는 천문학적 이적료로 맨체스터 시티로 이적하며 당시 프리미어리그 최고 이적료 기록을 세웠으며 잉글랜드 선수 중 가장 몸값이 비싼 선수가 되었다. 구단에서의 첫 시즌에, 그는 리그 우승을 거두었고, 두 번째 시즌에는 트레블을 달성하였다.
잉글랜드에서 태어난 그는 아일랜드계로 아일랜드 국가대표팀 또는 잉글랜드 국가대표팀을 선택할 수 있었는데, 2016년 4월, 잉글랜드 U-21 대표팀으로 뛰기로 결정하기 전에 아일랜드 U-21 대표팀에서 활약했으며, 2016년 5월, 잉글랜드 U-21 대표팀 일원으로 처음 출장하여 2016년 툴롱 대회에서 우승을 차지했다. 그는 잉글랜드 성인 국가대표팀의 일원으로 UEFA 유로 2020와 2022년 FIFA 월드컵에 참가했다.

## 출전 통계
| 클럽          | 시즌    | 출전 | 득점 | 도움 |
| ------------- | ------- | ---- | ---- | ---- |
| 노츠 카운티   | 2013-14 | 39   | 5    | 5    |
| 아스톤 빌라   | 2013-14 | 1    | 0    | 0    |
| 아스톤 빌라   | 2014-15 | 24   | 0    | 3    |
| 아스톤 빌라   | 2015-16 | 21   | 1    | 2    |
| 아스톤 빌라   | 2016-17 | 33   | 5    | 2    |
| 아스톤 빌라   | 2017-18 | 31   | 3    | 6    |
| 아스톤 빌라   | 2018-19 | 35   | 6    | 7    |
| 아스톤 빌라   | 2019-20 | 41   | 10   | 6    |
| 아스톤 빌라   | 2020-21 | 27   | 7    | 10   |
| 맨체스터 시티 | 2021-22 | 39   | 6    | 4    |
| 맨체스터 시티 | 2022-23 | 50   | 5    | 11   |
| 맨체스터 시티 | 2023-24 | 36   | 3    | 3    |
| 맨체스터 시티 | 2024-25 | 21   | 1    | 4    |

## 수상

#### 아스톤 빌라
- EFL 승격 플레이오프 : 2016

#### 맨체스터 시티
- 프리미어리그 : 2021-22, 2022-23, 2023-24
- FA컵: 2022-23
- 챔피언스리그: 2022-23
- UEFA 슈퍼컵 : 2023
- FIFA 클럽 월드컵 : 2023
- 커뮤니티실드 : 2024

#### 잉글랜드
- UEFA 유로 준우승 : 2020
- 툴롱 토너먼트 : 2016

### 개인
- EFL 챔피언십 올해의 팀 : 2018-19
- 아스톤 빌라 올해의 선수 : 2019-20
- FAI U-17 올해의 선수 : 2012
- FAI U-21 올해의 선수 : 2015